# Arts plastiques au XIIIe siècle
Arts plastiques au XIIe siècle - Arts plastiques au XIIIe siècle - Arts plastiques au XIVe siècle
Chronologie des arts plastiques

## Événements
- Vers 1280 :  selon la tradition orale, un des successeurs de l’oba Eweka, aurait favorisé le travail du bronze par les artisans du Bénin en faisant venir d’Ife le bronzier Igueba[1].

### Asie
- Vers 1185-1223 : fondation de l'école Kei au Japon par Kōkei (actif entre 1175 et 1200) et dirigée par son fils Unkei (mort en 1223) et son disciple Kaikei (actif de 1183 à 1223), principale école de sculpture japonaise de l'époque de Kamakura[2].
- 1201 : le sculpteur japonais  Kaikei réalise la statue de Hachiman au Tōdai-ji[3].
- 1203 : réalisation des deux gardiens de la porte sud du grand temple de Tōdai-ji par le sculpteur Unkei, au Japon, en collaboration avec l’école Kei. Ces figures monumentales sont caractérisées par une grande expressivité des visages et des postures[4].
- Vers 1206 : statue assise du moine Chōgen, réalisée en bois peint par un artiste inconnu pour le Tōdai-ji, au Japon[5].
- 1208-1212 : le sculpteur japonais Unkei, au sommet de son art, travaille au Kōfuku-ji où il réalise notamment les statues de Mujaku et Seshin[6].
- Vers 1215 : le moine japonais Kōben sculpte deux statues en bois des Tentōki et Ryūtōki, actuellement au  temple Kōfuku-ji à Nara[7].

- 1229 : le potier japonais Kato Shirozaemon, plus connu sous le nom de Toshiro, revient de Chine et établit à Seto, en Owari, le premier four pour faire des poteries d'art inspirées de la production des Song. Début de l'essor des poteries de Seto, au Japon[8].
- 1237 : Harîrî Schefer, manuscrit enluminé réalisé à Bagdad par Yahya ibn Mahmud al-Wâsitî[9].
- 1238 : portrait du peinte chinois Wuzhun Shifan, anonyme[10].
- 1244 : les Neuf Dragons, peinture de Chen Rong[11].
- 1246 : En écoutant le vent dans les pins, peinture de Ma Lin[12].
- 1251 : statue du Tamayori-bime au sanctuaire Yoshino Mikumari-jinja au mont Yoshino[13].
- 1286 : le peintre et calligraphe chinois Zhao Mengfu (1254-1322) se rallie au régime mongol[14].
- 1295 : les ilkhans de Perse se convertissent à l’Islam et exercent un intense mécénat en faveur des arts de l’enluminure et de la peinture. C'est le début l’âge d’or de la miniature persane, née au début du siècle, pendant la domination mongole, avec pour principaux centres de Tabriz, Hérat, Ghazni, Chiraz, Qazvin et Ispahan et pour principaux artiste Wasiti et Behzad[15].

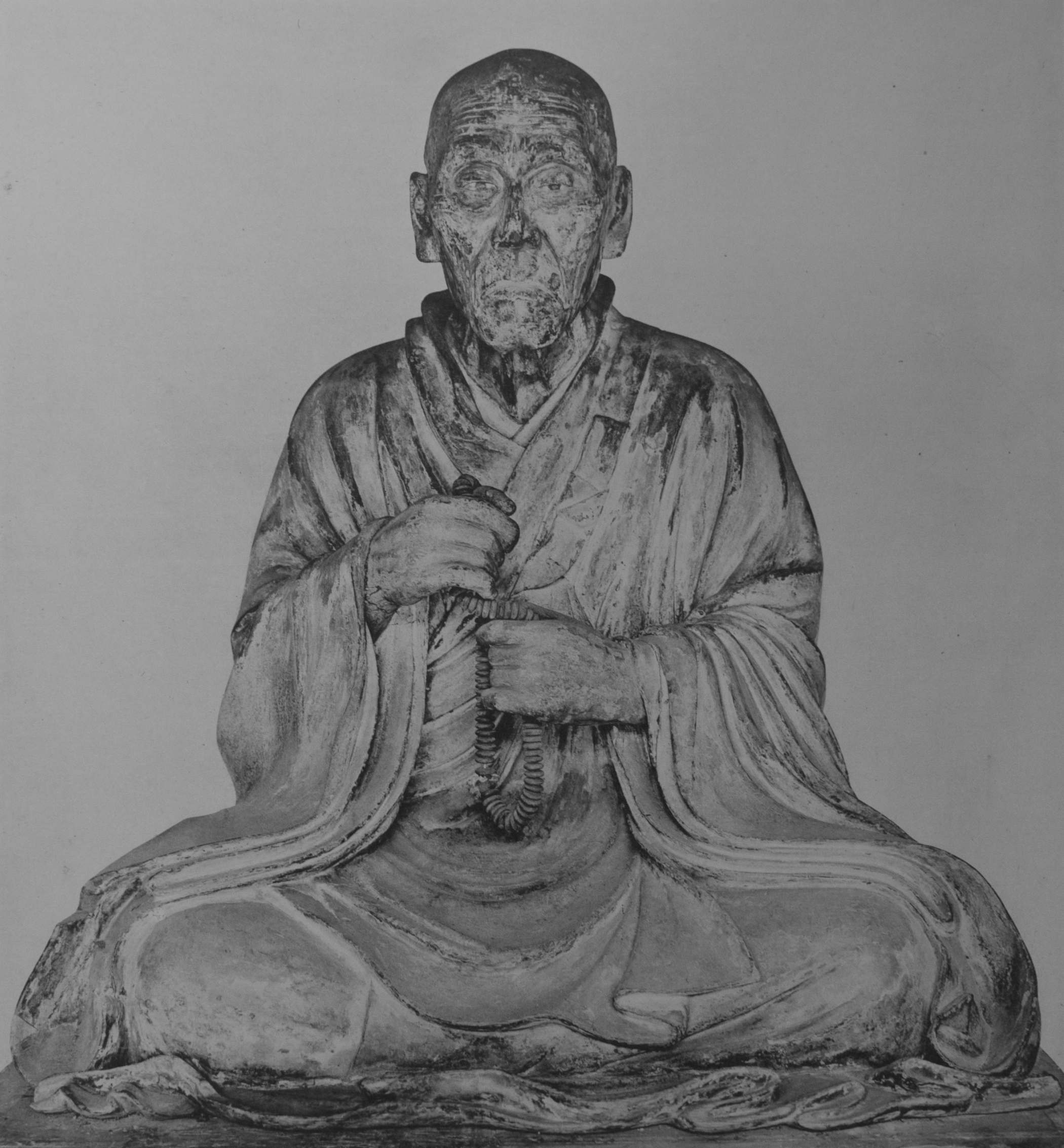
Portrait de Chōgen.
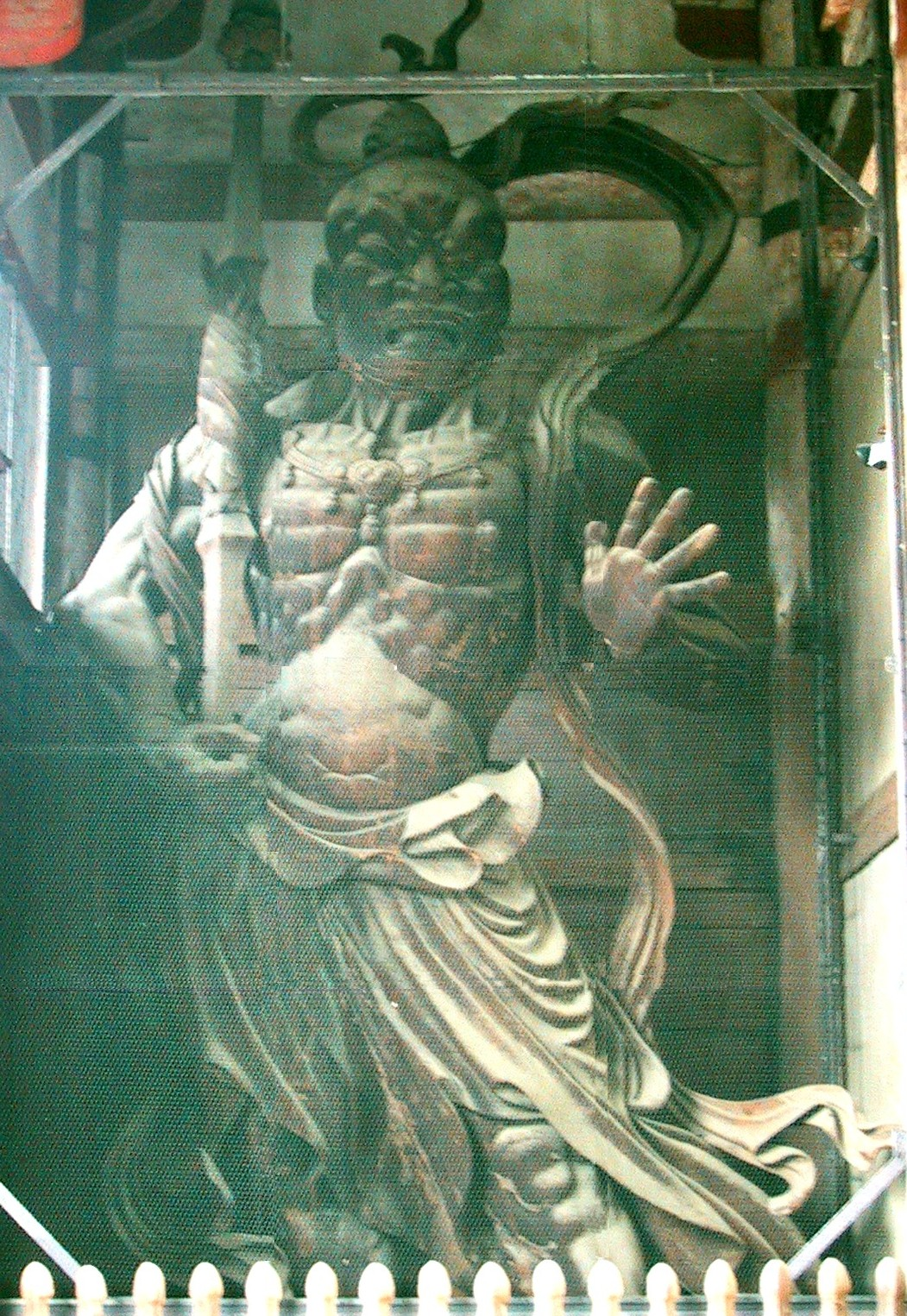
Un des deux Ni-ô du Tōdai-ji à Nara.
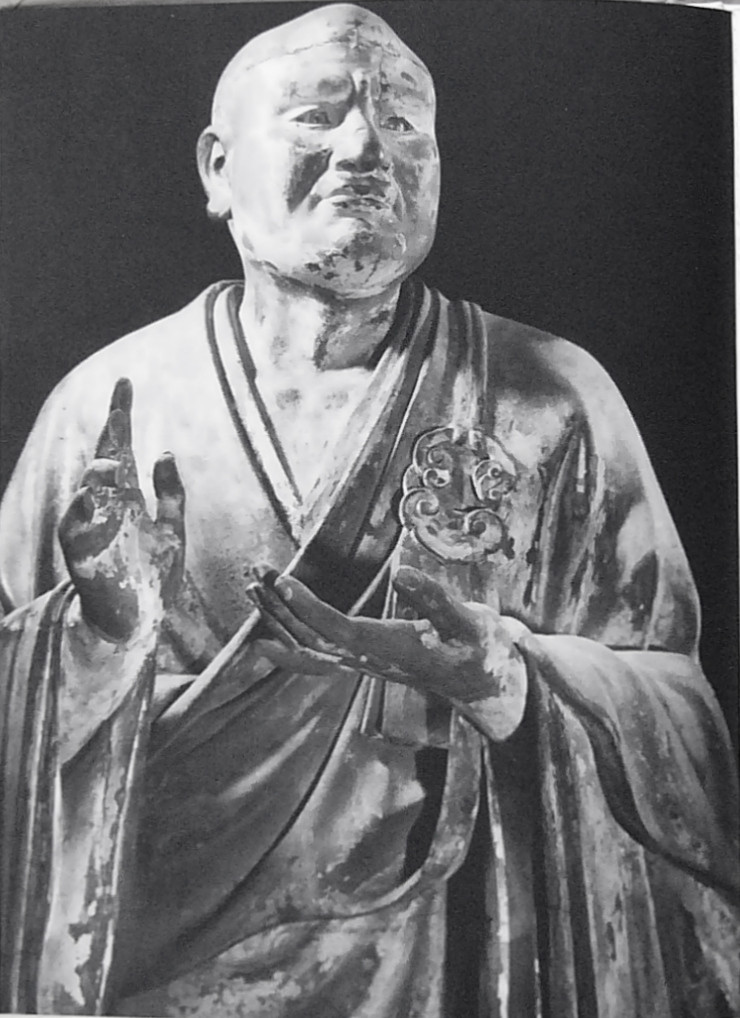
statue de Seshin par Unkei.
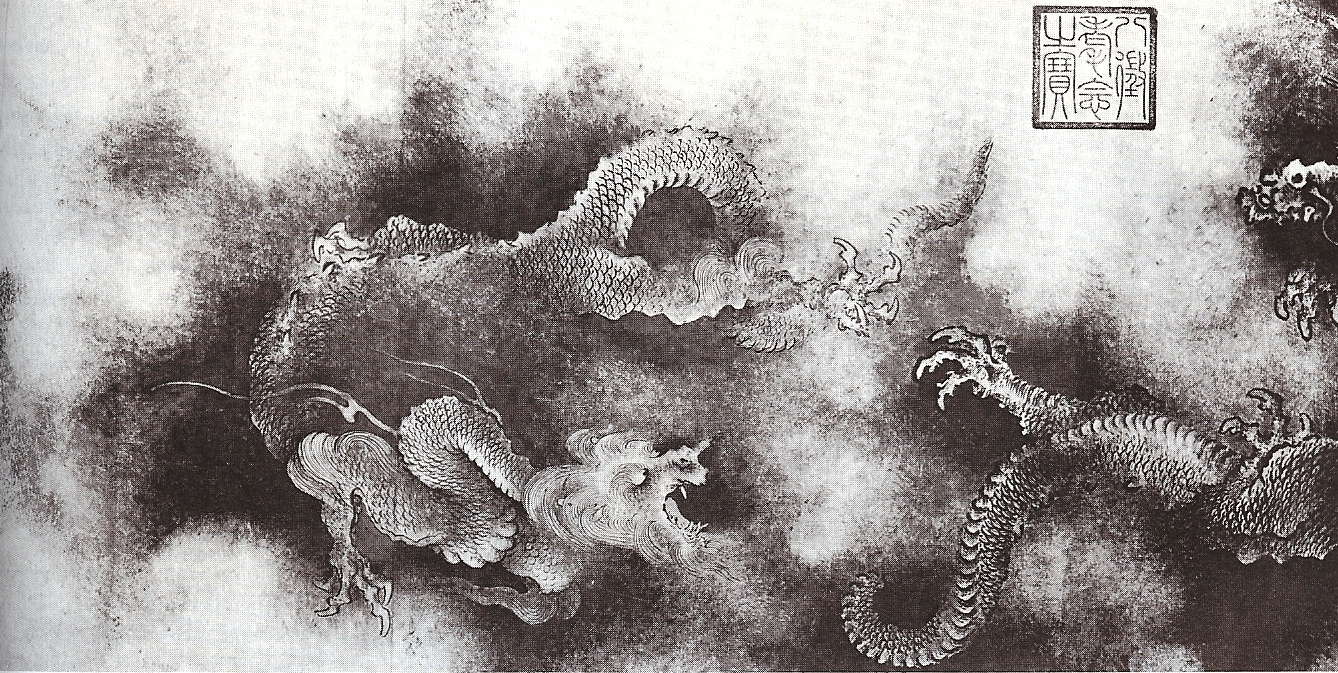
Les Neuf Dragons de Chen Rong
Couleurs d'automne sur les montagnes Qiao et Hua, de Zhao Mengfu, encre de Chine et de couleurs sur papier, 1295.

### Europe
- Vers 1205-1210  : réalisation du vitrail de la Légende des Sept Dormants d'Éphèse à la cathédrale de Rouen, remployés dans les  « Belles Verrières »[16].
- 1210-1236 : confection des vitraux de la cathédrale Notre-Dame de Chartres[17].
- 1225-1237 : sculpture gothique dite Le Cavalier de Bamberg, dans la cathédrale de Bamberg en Allemagne[18].

- Vers 1229 : le manuscrit enluminé Codex Gigas est achevé en Bohême[19].
- 1235-1240 : apparition du « style cassé » ou « dentelé », Zackenstil, dans le vitrail allemand[20].
- 1236-1245 : l'Ange au Sourire, sculpture de la cathédrale de Reims, réalisée entre 1236 et 1245[21].
- Vers 1240-1270  : développement de la technique du vitrail ; élaboration des vitraux de la Sainte-Chapelle de Paris (1242-1248) et du déambulatoire d'Auxerre, des deux roses de Notre-Dame de Paris (vers 1255-1265), des verrières du chœur de la cathédrale du Mans (vers 1250 et vers 1270) et des vitraux de la cathédrale de Tours (1250-1270)[22].
- Vers 1245-1250 : enluminure de la bible de Maciejowski ou Bible Morgan de Louis IX[23].
- Vers 1255-1260 : rédaction et enluminure de l'Apocalypse de Trinity College dans le sud de l'Angleterre[24].
- Vers 1285-1290 : réalisation des peintures murales de la conquête de Majorque (ca), fresques conservées au musée national d'Art de Catalogne à Barcelone[25].
- 1291 : le maître Bartomeu réalise le tombeau de Pierre III d'Aragon à l'abbaye de Santes Creus[26].

#### Italie
- 1235 : Scènes de la vie de saint François, peinture à tempera sur bois réalisées par  Bonaventura Berlinghieri pour l'église San Francesco de Pescia, en Italie[27].

- Vers 1260-1270 : réalisation des mosaïques du baptistère de Florence (Gaddo Gaddi, Andrea Tafi)[28].
- Vers 1261 : Madonna del Bordone, de Coppo di Marcovaldo[29].
- Vers 1267 : Cardinale et Rugerino da Forli tiennent un atelier d'enluminure de manuscrits à Bologne,  qui devient un grand centre de production à la fin du siècle[30].
- Vers 1265-1268 : crucifix d'Arezzo, de Cimabue[31].
- Vers 1270-1275 : Maestà du Louvre, de Cimabue (ou plus tard)[32].
- Vers 1275-1280 : Cimabue décore les églises supérieure et inférieure de la Basilique Saint-François d'Assise (Crucifixion, 1277-1280 et Madone avec les anges et saint François)[32].
- Vers 1280 : Cimabue réalise le Diptyque de dévotion composé de huit panneaux représentant huit scènes de la Passion du Christ dont seuls les quatre panneaux du volet de gauche sont connus[33].
- 1285 :
  - Maestà de Santa Trinità, de Cimabue[34].
  - Vierge Rucellai de Duccio[34].
- Vers 1285 : l’artiste florentin Cimabue peint le Crucifix de Santa Croce[29].

- Vers 1292 ou 1296 : réalisation du cycle des Histoires de Saint François, attribuées à Giotto (basilique supérieure d’Assise)[35]. Il organise un atelier composé de nombreux assistants.

- Vers 1291-1295 : fresque de la Volta dei Dottori della Chiesa attribuée au Maestro d'Isacco (probablement le jeune Giotto), datable de 1291-1295, située dans l'église  supérieure de la basilique Saint-François d'Assise.

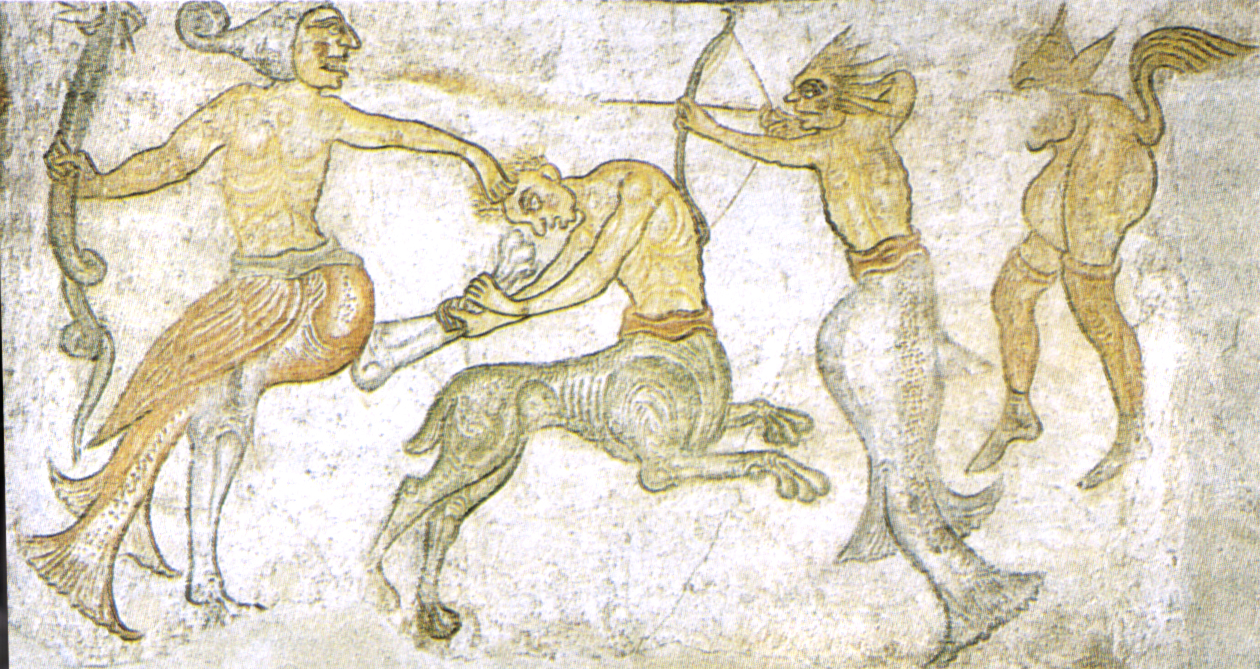
« Combat de personnages monstrueux ». Fresques romanes de l'église San Jacopo de Termeno, Tyrol du Sud. Début du XIIIe siècle.
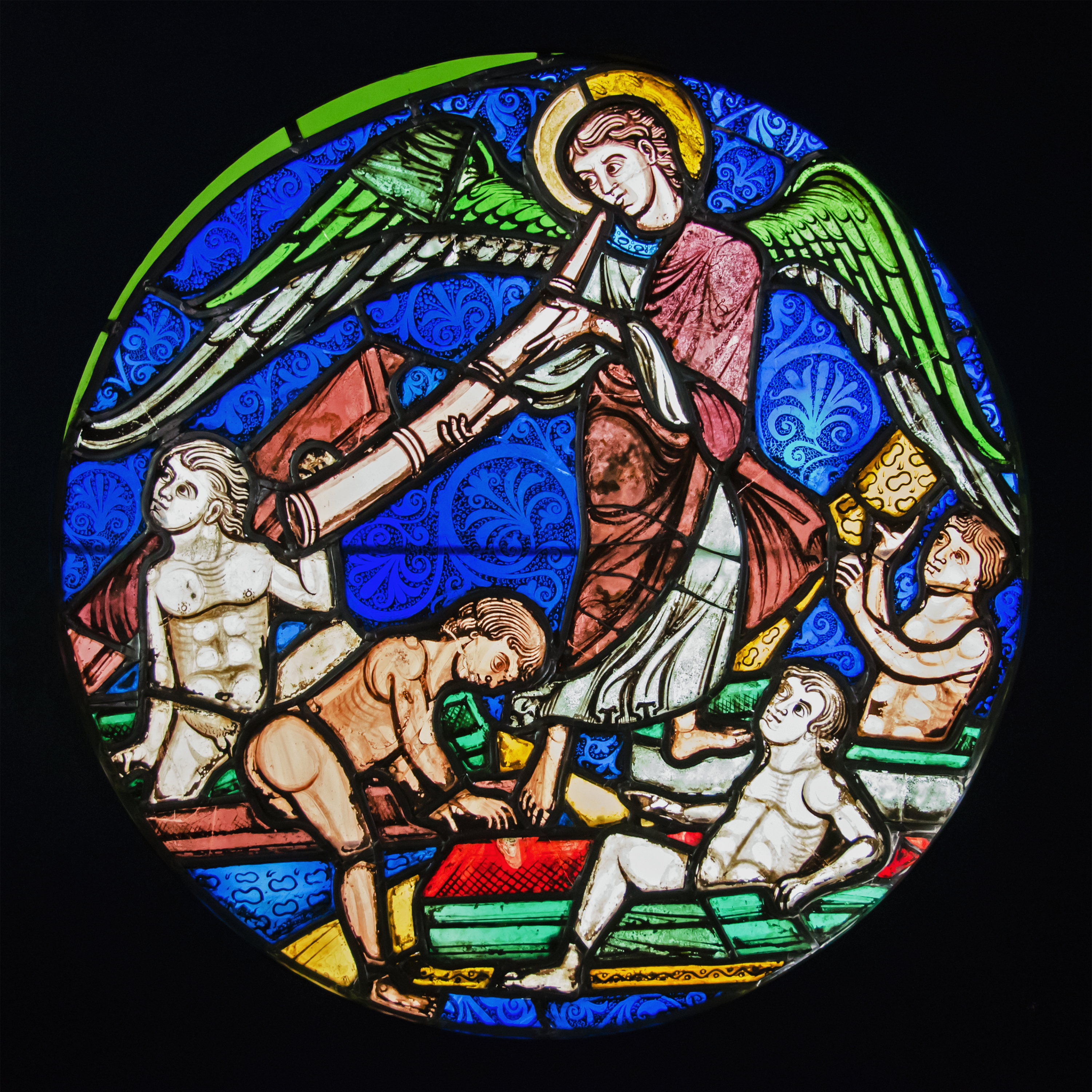
Résurrection des morts, vitrail provenant de la Sainte-Chapelle. Diamètre : 58 cm. Paris, Musée de Cluny - Musée national du Moyen Âge
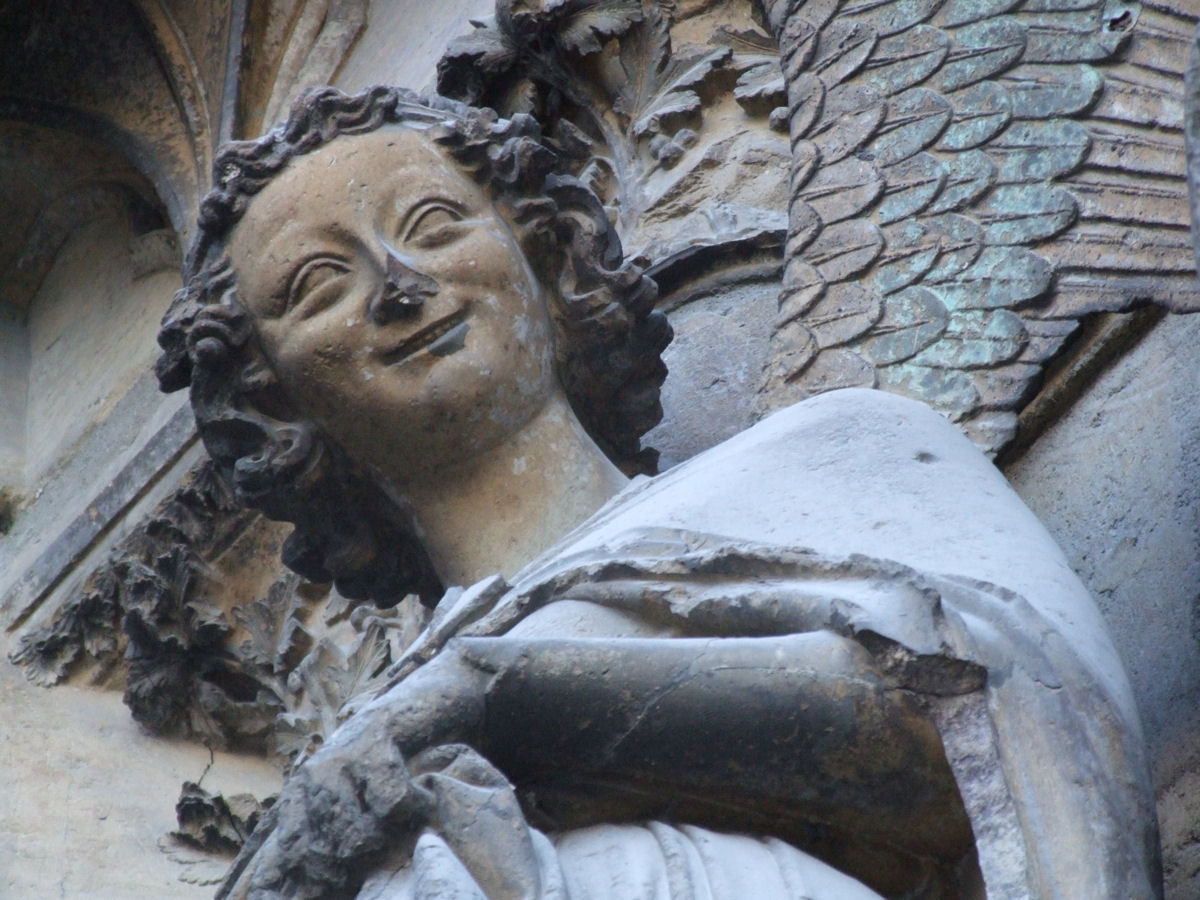
L'Ange au Sourire.
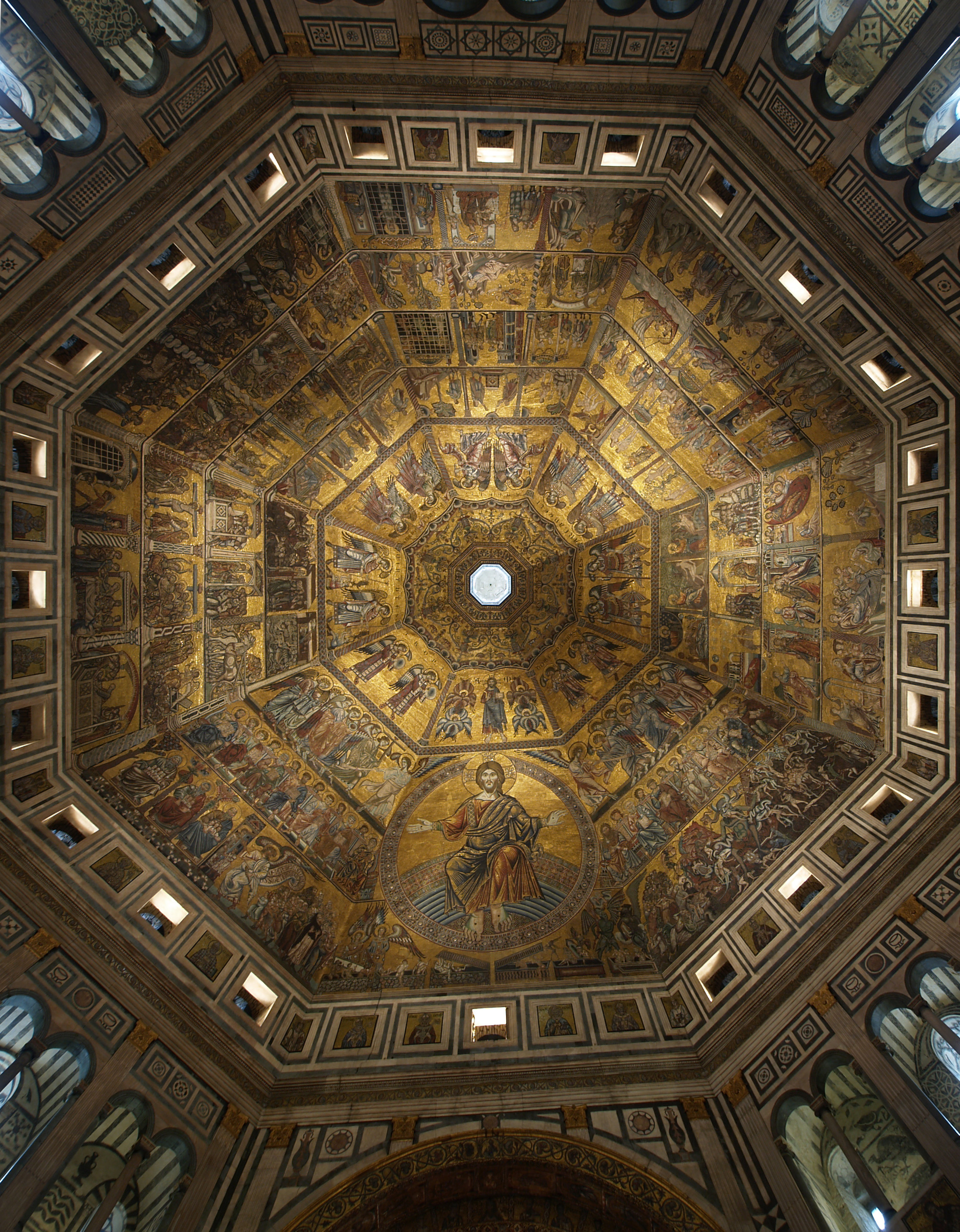
mosaïques du baptistère de Florence.
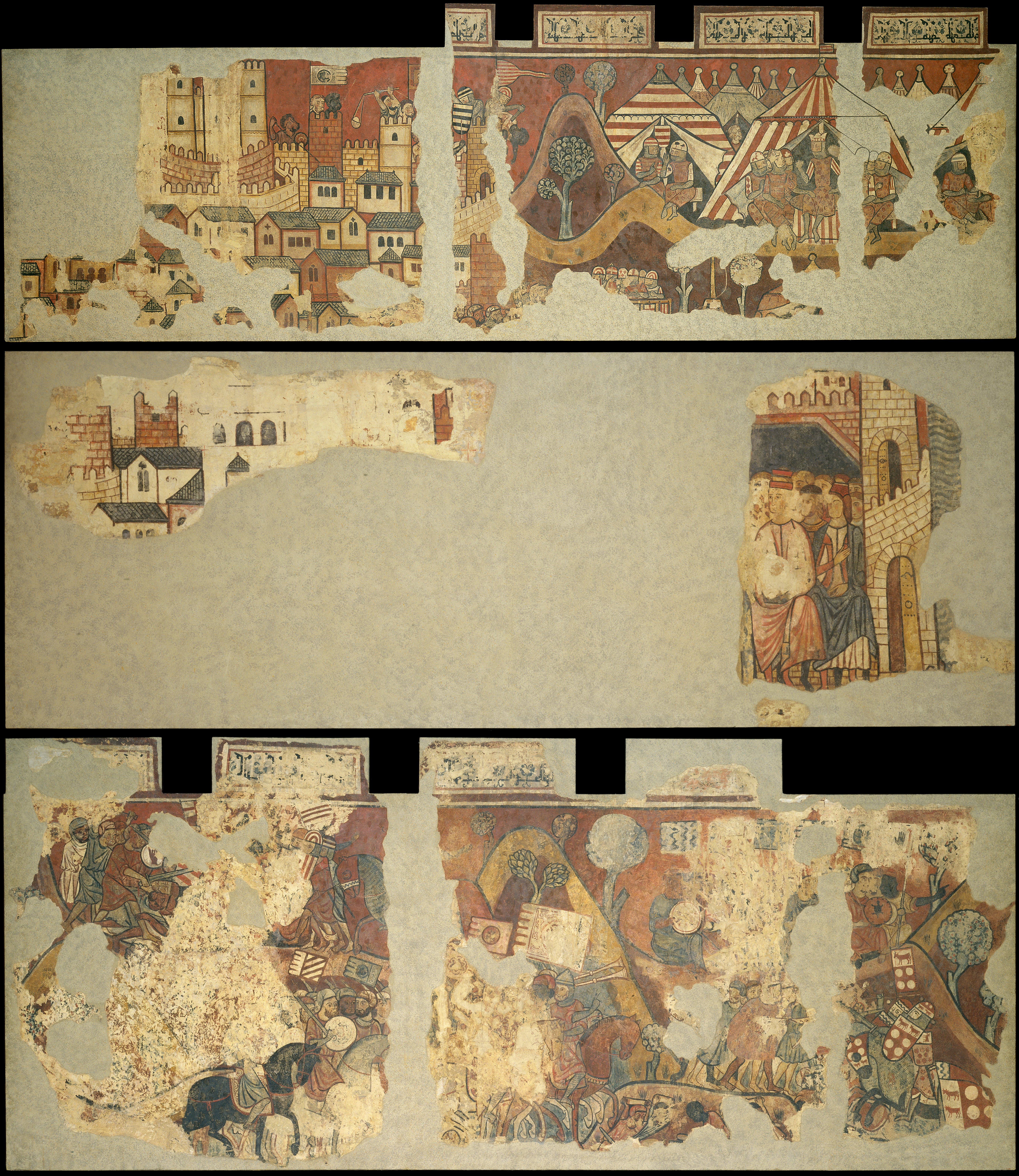
Peintures murales de la conquête de Majorque.
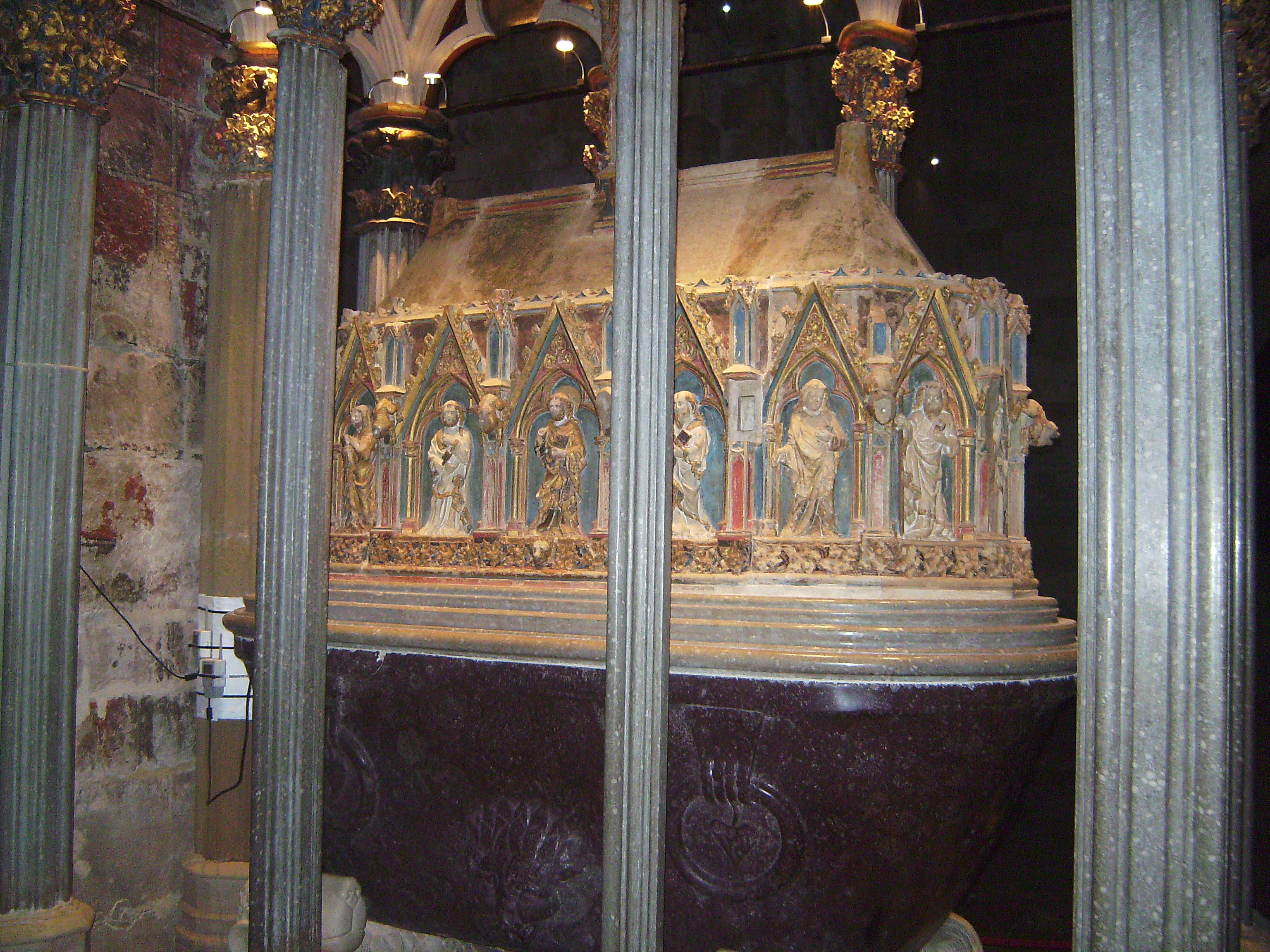
Tombeau de Pierre III d'Aragon.

## Personnalités significatives
- Ma Lin, peintre chinois (1180-1256).
- Xia Gui, peintre chinois (actif vers 1190-1225).
- Matthieu Paris, enlumineur anglais (vers 1200-1259)
- William de Brailes, enlumineur anglais (actif vers 1230-1260)
- Arnolfo di Cambio, architecte et sculpteur italien (vers 1245-1302/1310)
- Gong Kai, peintre chinois (actif vers 1260-1280).

- Peintres italiens :
  - Bonaventura Berlinghieri (actif à Lucques de 1228 à 1274)
  - Cimabue (1240-1302)
  - Giotto
  - Maestro d'Isacco
  - Berlinghiero Berlinghieri
  - Giunta Pisano
  - Nicola Pisano
  - Giovanni Pisano
  - Maître des Crucifix bleus
  - Maître de San Francesco
  - Coppo di Marcovaldo
  - Maître de Calci
  - Guido da Siena
  - Jacopo Torriti.